# Torba (granaio)

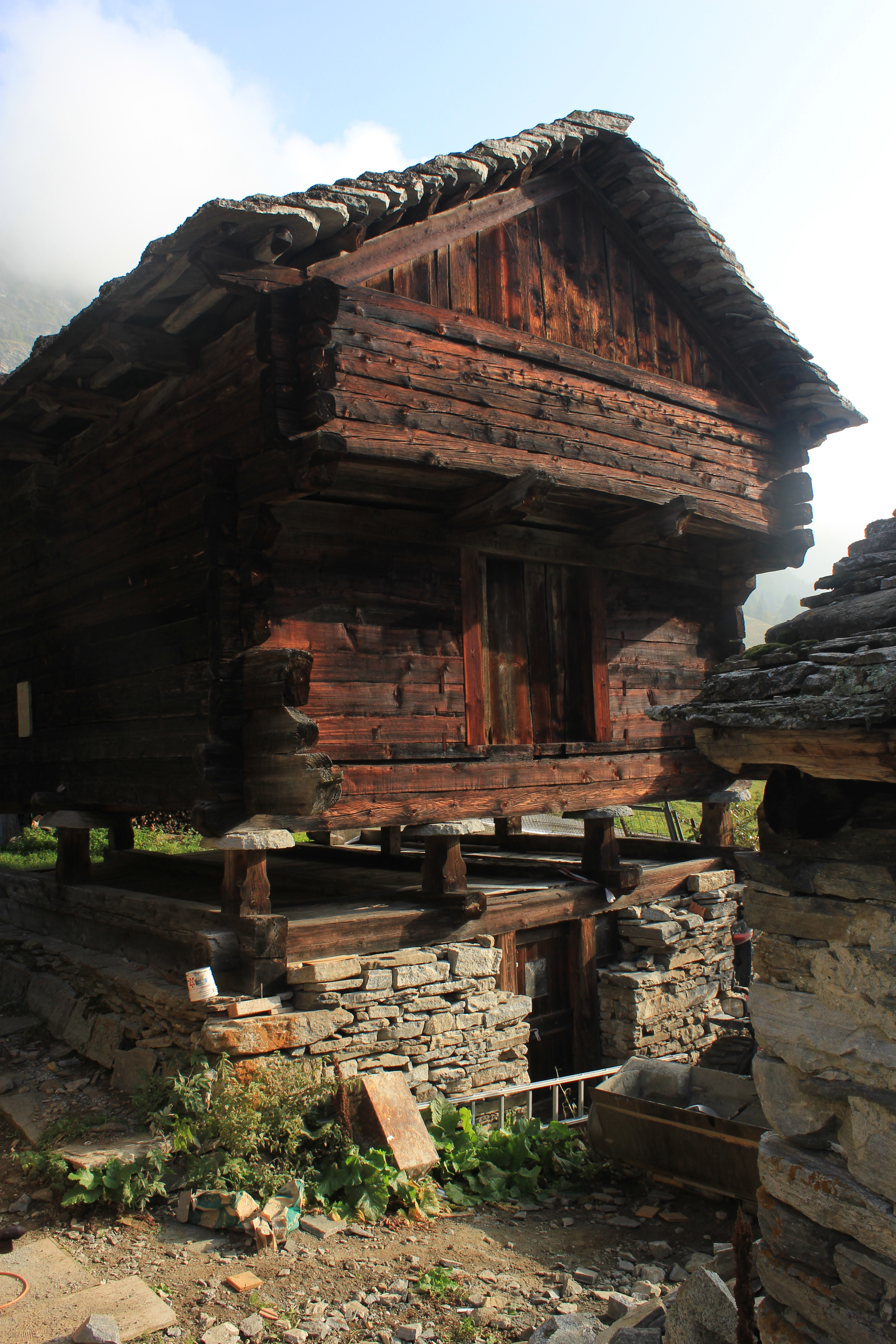
Tipica torba Walser a Bosco Gurin

La torba è un tradizionale granaio per covoni o per granaglie appoggiato su pilastri, dalla tipica forma a fungo.  
Questo tipo di costruzione è ben presente sul territorio della Valle Maggia oltre che in Vallese.
I tipici funghi che sostengono la struttura favoriscono la circolazione dell'aria e impediscono l'accesso ai roditori.